# Sumpkamgälsnäcka
Sumpkamgälsnäcka (Valvata macrostoma) är en snäckart som beskrevs av Mørch 1864. Sumpkamgälsnäcka ingår i släktet Valvata, och familjen kamgälsnäckor. IUCN kategoriserar arten globalt som livskraftig. Enligt den svenska rödlistan är arten nära hotad i Sverige. Arten förekommer i Götaland, Gotland, Öland, Svealand och Nedre Norrland. Artens livsmiljö är sjöar och vattendrag, våtmarker, jordbrukslandskap.